# ベンゼネラル
ベンゼネラル（BEN GENERAL）は、日本のスポーツ用品メーカー。2022年現在は株式会社アマダナスポーツエンタテインメントの野球用品ブランドである。
前身のベンゼネラル株式会社は、デサント系列のスポーツ用品製造卸販売業者として1950年に創設された。2021年11月にこのうちスポーツウェア部門をゼットに事業譲渡した・。
2022年、アマダナスポーツエンタテインメントが野球用品部門「BBX(ベースボール・ビジネストランスフォーメーション)」を開始するにあたり、「YABANE」とともに、「BEN GENERAL」の野球用品ブランドを再興（リバイタライズ化）することになった
野球用品では過去に多くのプロ野球選手と用具アドバイザー契約を結んでいた。2022年のブランド再興に当たってはオリックス・バファローズの福田周平とアドバイザー契約を結んだ。また、東京ヴェルディ1969の軟式野球部である「東京ヴェルディ・バンバータ」とも用具協賛スポンサード契約を結んでいる。